# Международный аэропорт Лунцзя
Международный аэропорт Лунцзя (кит. упр. 长春龙嘉国际机场, пиньинь Chángchūn Lóngjiā Guójì Jīcháng)  — аэропорт класса 4E (ИАТА: CGQ, ИКАО: ZYCC), расположенный рядом с городом Лунцзя китайской провинции Гирин. Является хабом для авиакомпании China Southern Airlines. Расположен в 31,2 км к северо-востоку от Чанчуня и в 76 км к северо-западу от Цзилинь и управляется этими городами.

## Объекты
Длина посадочной полосы — 3200 м. Ширина полосы — 45 м. Здание терминала площадью 62310 м2.